# Steingrímur J. Sigfússon

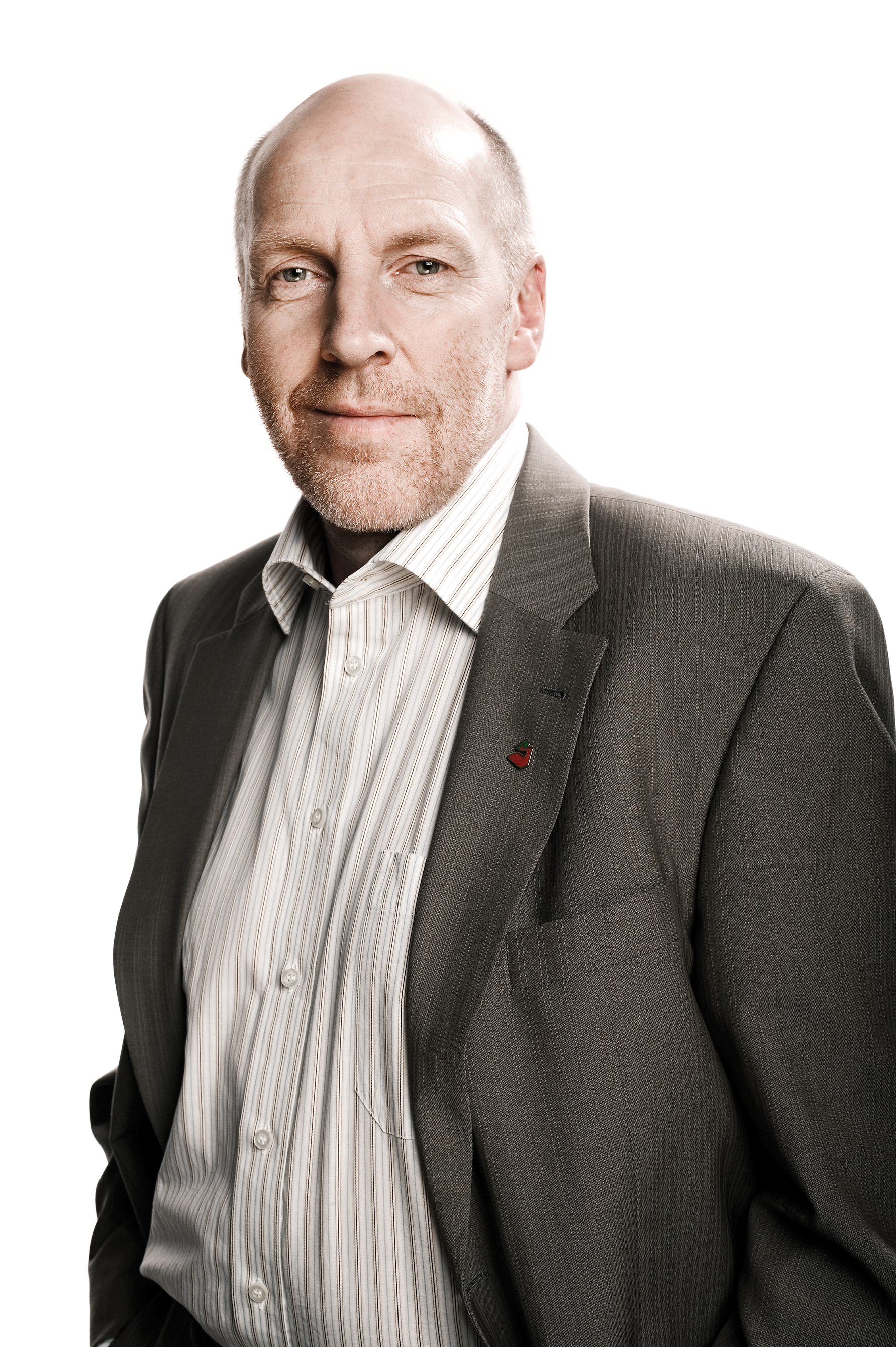
Steingrímur J. Sigfússon

Steingrímur Jóhann Sigfússon (* 4. August 1955 auf dem Hof Gunnarsstaðir am Þistilfjörður) ist ein isländischer Politiker. Von 1983 bis 2021 war er Mitglied des isländischen Parlaments Althing. Im Laufe seiner politischen Karriere leitete er verschiedene Ministerien. Von 1999 bis 2013 war er Vorsitzender der Partei Links-Grüne Bewegung, von 2016 bis Anfang 2017 und wieder seit Ende 2017 Parlamentspräsident. Zur Parlamentswahl 2021 trat er nicht mehr an und zog sich damit aus der Politik zurück.

## Leben
Steingrímur Jóhann Sigfússon wurde 1983 erstmals ins Althing gewählt, damals als Mitglied der Volksallianz. In den Jahren 1988 bis 1991 war er Minister für Landwirtschaft und Verkehr. Seit der Gründung der Grünpartei Links-Grüne Bewegung im Jahr 1999 war er deren Vorsitzender. Seine Nachfolgerin als Parteivorsitzende ist Katrín Jakobsdóttir.
Seit dem 1. Februar 2009 war er Minister für Fischerei und Landwirtschaft sowie Finanzminister in der Übergangsregierung von Jóhanna Sigurðardóttir (Regierung Jóhanna Sigurðardóttir I).
Nach der Parlamentswahl im April 2009 wurde er am 10. Mai 2009 Finanzminister in der Regierung Jóhanna Sigurðardóttir II. 2011 wechselte er in das Ministerium für Wirtschaft und Innovation, wo er sowohl als Industrie- und Handelsminister als auch als Minister für Fischerei und Landwirtschaft amtierte. Im Kabinett Sigmundur Davíð Gunnlaugsson wurden diese Ministerposten am 23. Mai 2013 zunächst von zwei, später drei Personen besetzt: Steingrímurs Nachfolger als Industrie- und Handelsminister war Ragnheiður E. Árnadóttir, während als Minister für Fischerei und Landwirtschaft sowie bis Ende 2014 zugleich als Umweltminister Sigurður Ingi Jóhannsson amtierte. Seit 31. Dezember 2014 war Sigrún Magnúsdóttir Umweltministerin.
2016 wurde Steingrímur J. Sigfússon Parlamentspräsident des Althing als Nachfolger des nicht mehr zur Wahl angetretenen Einar K. Guðfinnsson. Nachdem ihm zunächst Unnur Brá Konráðsdóttir von der Unabhängigkeitspartei in diesem Amt gefolgt war, hatte er es nach der vorgezogenen Parlamentswahl vom 28. Oktober 2017 wieder übernommen. Zur Parlamentswahl vom 25. September 2021 trat er, wie er bereits im Oktober 2020 angekündigt hatte, nicht mehr an, und beendete damit seine politische Karriere als dienstältestes Mitglied des Althing.